# Glenea clytiformis
Glenea clytiformis là một loài bọ cánh cứng trong họ Cerambycidae.